# Зимняя (деревня)
Зимняя — деревня в Юрьянском районе Кировской области в составе Ивановского сельского поселения.

## География
Находится на расстоянии примерно 8 километров на север-северо-восток по прямой от районного центра поселка Юрья.

## История
Известна с 1764 года как починок Гнусинский с 21 жителем. В 1873 году здесь (мельница Зимняя) учтено дворов 6 и жителей 48, в 1905 10 и 83, в 1926 12 и 90, в 1950 19 и 64. В 1989 году оставалось 5 человек.

## Население
Постоянное население  составляло 5 человек (русские 100%) в 2002 году, 5 в 2010.